# Kevin Butler
Kevin Gregory Butler (Savannah, 24 luglio 1962) è un ex giocatore di football americano statunitense che ha giocato nel ruolo di placekicker per la maggior parte della carriera con i Chicago Bears della National Football League (NFL). Fu scelto nel corso del quarto giro (105º assoluto) del Draft NFL 1985 dai Bears. Al college ha giocato a football all’Università della Georgia.

## Carriera professionistica
Nelle sue undici stagioni coi Bears, Butler divenne il leader di tutti i tempi della franchigia con 1.116 punti segnati, superando facilmente i 750 punti segnati da Walter Payton. Butler fu parte della grande formazione dei Chicago Bears che nel 1985 vinse il Super Bowl XX, stabilendo il record NFL per un rookie con 144 punti segnati durante la stagione (superato nel 2014 da Cody Parkey dai Philadelphia Eagles) e calciando tre field goal nel Super Bowl. Il suo soprannome durante i suoi anni coi Bears era "Butthead."
Si racconta che Butler chiamò la sua promessa sposa durante il training camp (che si svolge nel mese di agosto) a Platteville, Wisconsin e le spiegò che "dobbiamo cambiare la data delle nostre nozze, perché giocheremo il Super Bowl ed è il 26 gennaio".
Quando fu svincolato dai Bears dopo la stagione 1995, era rimasto l'ultimo giocatore superstite della squadra del Super Bowl XX. Butler terminò le sue 13 stagioni nella segnando 265 field goal su 361(73%), 413 extra point su 426 per un totale di 1.208 punti.

## Palmarès

### Franchigia
- Super Bowl : 1

Chicago Bears: XX
- National Football Conference Championship: 1

Chicago Bears: 1985

### Individuale
- PFWA All-Rookie Team - 1985

## Statistiche
| Field goal provati   | 265 |
| Field goal segnati   | 361 |
| Field goal più lungo | 55  |